# 月球轨道器5号
月球轨道器5号是系列月球探测器中的最后一艘，主要用于为阿波罗和勘测者计划拍摄更进一步的着陆点照片以及月球背面未拍摄区域的图像。它装备了收集月表地貌、磁场、辐射强度及微流星体撞击数据的设备，并被用作载人航天网跟踪节点和阿波罗轨道测定计划。该探测器被发射到地月轨道上并于1967年8月5日转入环两极的椭圆形月球轨道，其近月点194.5公里、远月点6023公里(120.9英里×3742.5英里)，倾角85度，绕月周期8.5小时/圈。8月7日近月点降至100公里(62英里)，并在8月9日轨道调整为99公里×1499公里(62英里×931英里)，绕月一周时间缩短至3小时11分钟。
月球轨道器5号从1967年8月6日起一直到1976年8月27日，总计获取了分辨率2米以下(6.7英尺)的633帧高清晰度和211帧中等清晰度照片。五艘月球轨道器累计拍摄的照片覆盖了99%的月球表面。整个任务所有其他实验也都获得了准确的数据。该探测器持续运行止1968年1月31日坠毁在月面坐标南纬2.79°西经83°处。
| 月球摄影研究: | 评估阿波罗和勘测者探测器着陆点 |
| 流星体探测器: | 侦测月球环境中的微流星体       |
| 碘化铯探测器: | 临近月球的辐射环境             |
| 月面测量 :    | 月球的引力场与物理属性         |

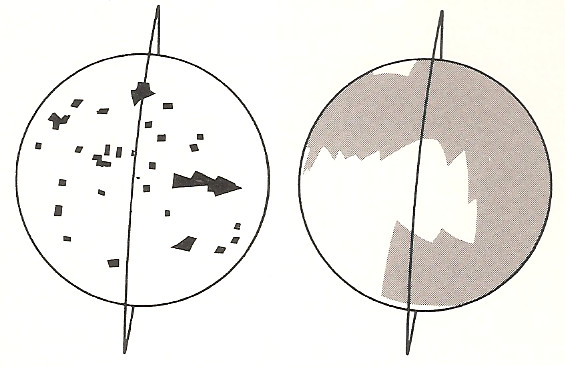
探测器轨道和月球正面(左)及背面(右)覆盖范围

拍摄的月球正面目标特征包括：培特威物斯环形山、许癸努斯环形山、梅西耶陨石坑、第谷环形山、哥白尼环形山、伽桑狄环形山、维泰洛陨石坑、格罗特胡森·伽玛山、普林茨陨石坑、阿里斯塔克斯陨石坑、施勒特尔月谷、马利厄斯丘陵、亚平宁山脉、柏拉图月溪、浪湾、依巴谷环形山、苏尔皮基乌斯·盖路斯月溪、卡利普斯月溪、肯索里努斯陨石坑、狄奥尼修斯陨石坑以及未来的阿波罗11号登陆点。